# Panicum commutatum
Panicum commutatum är en gräsart som beskrevs av Schult.. Panicum commutatum ingår i släktet vipphirser, och familjen gräs. Inga underarter finns listade i Catalogue of Life.

## Bildgalleri

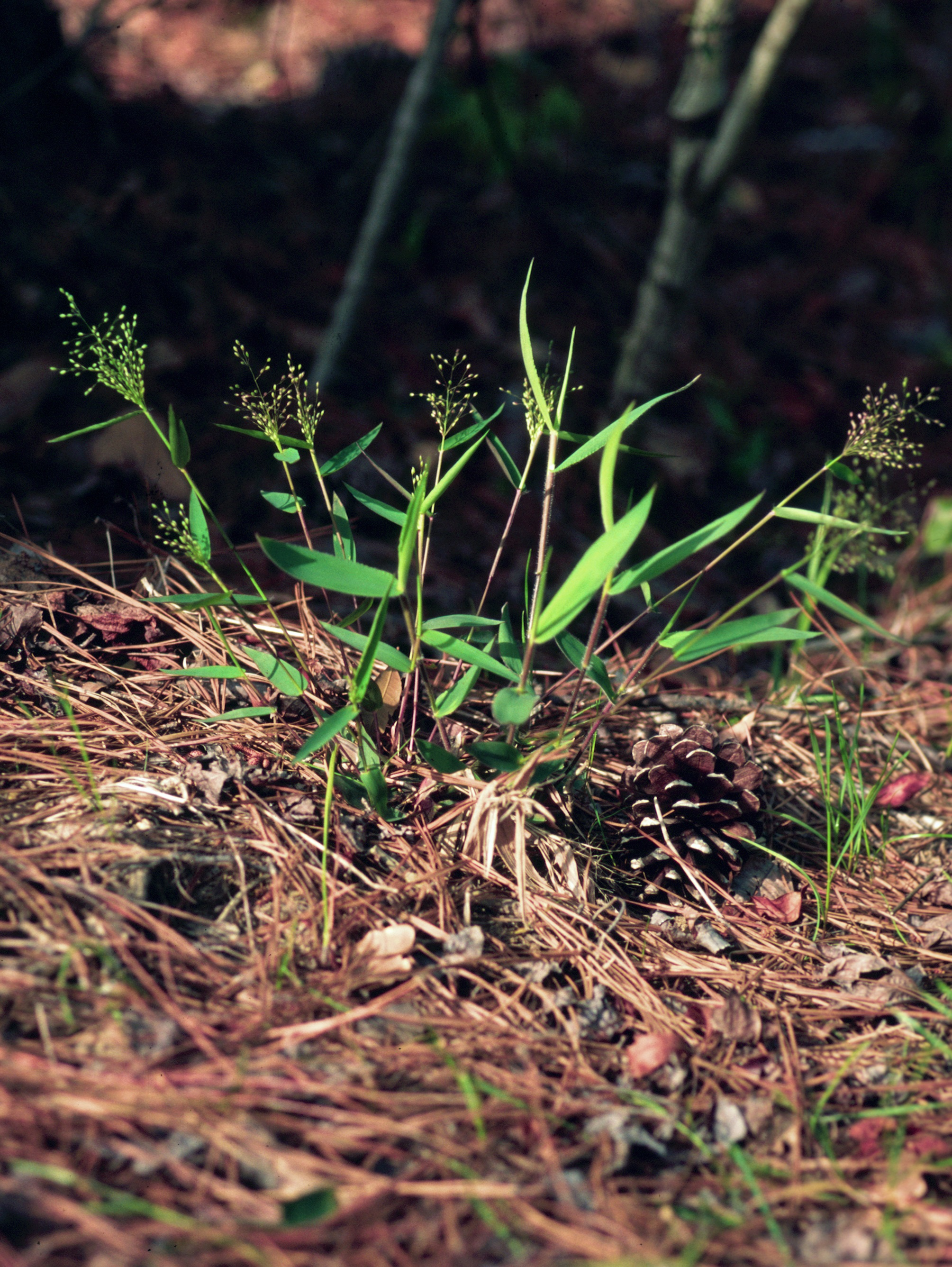